# Лилия ланцетолистная
Ли́лия ланцетоли́стная, или лилия тигро́вая, (лат. Lílium lancifólium, ранее — Lilium tigrínum) — вид многолетних травянистых растений из семейства Лилейные (Liliaceae). Включена в подрод Archelirion рода Лилия (Lilium).
Многолетнее травянистое растение, достигающее 1,5—2 м в высоту. Стебель жёсткий, войлочно-опушённый, тёмно-фиолетовый. Луковица крупная, шаровидная или яйцевидная, беловатая.
Листья сидячие, узко-ланцетовидные, гладкие, тёмно-зелёные, очерёдно расположенные. Верхние листья более короткие, в их пазухах образуются небольшие тёмно-коричневые свободно отрывающиеся луковички.
Цветки повислые, на опушённых цветоножках, собраны по 3—10 в рыхлые кистевидные соцветия. Доли околоцветника до 10 см длиной, сильно отгибающиеся назад, ярко-оранжевые или оранжево-красные, покрытые тёмно-фиолетовыми бородавчатыми пятнышками. Тычинки короче пестика, с ярко-красным пыльником.
Плод — яйцевидная коробочка с коричневатыми семенами.
Число хромосом 2n = 36.
Размножение вегетативное, посредством выводковых луковичек. Цветет в августе-сентябре.
Лилия ланцетолистная — одна из видов лилий с очерёдно расположенными листьями и оранжевыми цветками. К ней близки лилия великолепная и лилия Генри.

## Распространение и использование
Лилия ланцетолистная в дикой природе произрастает в Восточной Азии — в Японии и Китае. Используется в Европе и Америке в качестве декоративного растения.
Встречается как натурализовавшееся в южной части острова Сахалин и вдоль побережья Татарского пролива (Углегорский, Томаринский, Холмский, Корсаковский, Анивский и Невельский районы) и на острове Кунашир. На российском Дальнем Востоке в диком виде встречается только в Хасанском районе Приморского края. В России широко культивируется как декоративное растение.
Произрастает на приморских разнотравных лугах, береговых валах, скалах, лесных полянах, вдоль проселочных дорог.
Известно множество садовых форм лилии ланцетолистной. Наиболее популярна высокая splendens с многочисленными ярко-оранжевыми, покрытыми обильными пятнышками, цветками. У flaviflorum цветки не оранжевые, а лимонно-жёлтые. Форма plenescens обладает крупными цветками с несколькими слоями околоцветника. Форма fortunei цветёт ранее остальных форм.
Лимитирующие факторы: Выкапывание луковиц и сбор растений на букеты населением.

## Классификация

### Таксономия
Вид Лилия ланцетолистная входит в род Лилия (Lilium) семейства Лилейные (Liliaceae) порядка Лилиецветные (Liliales).
|  |                                      |  |                                                               |                                                               |                    |  | ещё 9 семейств (согласно Системе APG III) | ещё 9 семейств (согласно Системе APG III) |                          |  |  |  | ещё более 110 видов |
|  |                                      |  |                                                               |                                                               |                    |  | ещё 9 семейств (согласно Системе APG III) | ещё 9 семейств (согласно Системе APG III) |                          |  |  |  | ещё более 110 видов |
|  |                                      |  |                                                               | порядок Лилиецветные                                          |                    |  |                                           |                                           | род Лилия                |  |  |  |                     |
|  |                                      |  |                                                               | порядок Лилиецветные                                          |                    |  |                                           |                                           | род Лилия                |  |  |  |                     |
|  | отдел Цветковые, или Покрытосеменные |  |                                                               |                                                               | семейство Лилейные |  |                                           |                                           | вид Лилия ланцетолистная |  |  |  |                     |
|  | отдел Цветковые, или Покрытосеменные |  |                                                               |                                                               | семейство Лилейные |  |                                           |                                           |                          |  |  |  |                     |
|  |                                      |  | ещё 58 порядков цветковых растений (согласно Системе APG III) | ещё 58 порядков цветковых растений (согласно Системе APG III) |                    |  |                                           | ещё 16 родов                              | ещё 16 родов             |  |  |  |                     |
|  |                                      |  |                                                               | ещё 58 порядков цветковых растений (согласно Системе APG III) |                    |  |                                           |                                           | ещё 16 родов             |  |  |  |                     |

### Синонимы
- Lilium leopoldii Baker, 1874
- Lilium lishmannii T.Moore, 1872
- Lilium tigrinum Ker Gawl., 1809
- Lilium tigrinum var. fortunei Standish, 1866
- Lilium tigrinum var. plenescens Waugh, 1899
- Lilium tigrinum var. splendens Van Houtte, 1870

## Состояние и меры охраны[1]
Внесена в Красную книгу РСФСР со статусом 3 (R), редкий вид (1), а также в «Список объектов растительного мира, занесенных в Красную книгу Сахалинской области» (3). Рекомендован к охране на российском Дальнем Востоке (2). Охраняется на территории природного заповедника «Курильский» (4). Культивируется в Сахалинском ботаническом саду (5).
 Источники информации. 1. Красная книга…, 1988; 2. Харкевич, Качура, 1981; 3. «Список объектов…», 2005; 4. Баркалов, Еременко, 2003 а; 5. Данные составителя.